# Schlichten (Schorndorf)
Schlichten ist ein Stadtteil von Schorndorf (Rems-Murr-Kreis, Baden-Württemberg). Der Ort liegt in etwa 490 m Höhe auf dem mittleren Schurwald circa 4 km südwestlich der Kernstadt. Der Name Schlichten leitet sich vom mittelhochdeutschen slithe (= Ebene) ab und bezeichnete früher die gesamte Hochfläche des mittleren Schurwalds.

## Geschichte
Im Jahr 1185 wurde Schlichtenweiler erstmals in einer Urkunde über ein Tauschgeschäft zwischen den Staufern und Welfen erwähnt. Daher vermutet man, dass Schlichten im 11. Jahrhundert entstanden ist. Südöstlich von Schlichten befinden sich auf einem bewaldeten Bergsporn der Burgstall der abgegangenen Burg Heldenstein, welcher heute noch das Schlössle genannt wird. Zu dem Schlössle gehörte der abgegangene Ort Hochingen. Die ältesten Bücher der Vogtei Schorndorf aus dem Jahre 1400 bezeugen elf Lehen in Schlichten, wobei die einzelnen Gehöfte aufgrund der Realteilung jedoch zersplittert waren. Vermögensteuerlisten aus dem 16. Jahrhundert belegen, dass Schlichten, wie andere Waldorte auch, zu den ärmsten Gemeinden im Herzogtum Württemberg gehörte.

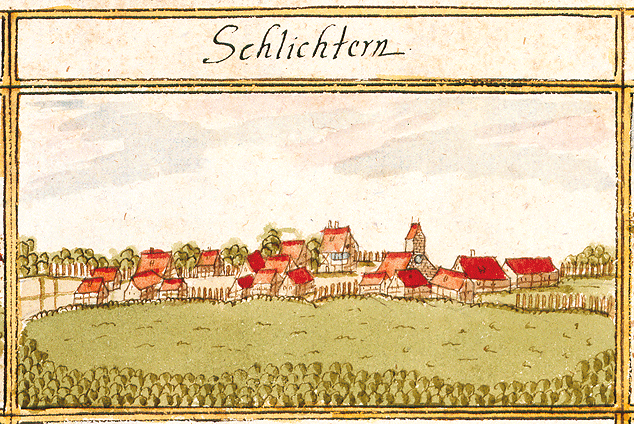
Schlichten 1685 (Ansicht aus den Forstlagerbüchern von Andreas Kieser)

Eine historische Ortsansicht aus dem Kieserschen Forstlagerbuch vom Ende des 17. Jahrhunderts zeigt, dass die Güter Schlichtens wegen des hohen Wildschadens mit einem Zaun umgeben waren. Die Landwirtschaft konnte die Bevölkerung kaum ernähren, weshalb die Bauern auch den Wald nutzen mussten. Nur durch Waldweiden und Holzhandel konnten sie ihre Existenz sichern.
Eine Kapelle wurde in Schlichten bereits 1460 erwähnt. Sie wurde 1707 mit dem gesamten Dorf verbrannt. Die heutige Kirche wurde 1717 als Rechtecksaal ohne Turm neu erbaut. Schlichten war zunächst eine Filialgemeinde von Winterbach, sodass hier nur alle vier Wochen ein Gottesdienst gefeiert wurde. 1853 wurde Schlichten ständige Pfarrverweserei und 1859 wurde der Ort mit der Nachbarpfarrei Baiereck vereinigt und dort ein ständiger Pfarrer eingesetzt. Dies war eine der Maßnahmen, den Holzdiebstahl, der den Waldzustand beeinträchtigte, einzudämmen.
Am 12. September 1944 wurde Schlichten bei einem Bombenangriff schwer getroffen. Eine Sprengbombe und nachfolgende Brandbomben zerstörten zwölf Häuser und eine Scheune, ein Großfeuer wütete im Dorf. Die Explosion drückte Fensterscheiben ein, Dächer wurden abgedeckt, und die Kirche erlitt schwere Schäden. Wasser fehlte, sodass die Bewohner die Flammen teils mit Gülle zu löschen versuchten. Obwohl es keine Todesopfer gab, verloren viele Familien ihr gesamtes Hab und Gut.
Schlichten gehörte zum Schlichtener Waldgericht, das bis 1819 die niedere Gerichtsbarkeit für die Orte im Schlichtenwald ausübte. Der Ort war bis 1819 selbständig, wurde dann eine Teilgemeinde zunächst von Thomashardt und 1824 von Winterbach, bis er 1849 wieder selbständig wurde. Am 1. Januar 1973 wurde Schlichten im Zuge der Gebietsreform in die Stadt Schorndorf eingemeindet.

## Wappen
Das Schlichtener Wappen besteht aus einem roten Schild, auf dem zwei sich mit der Öffnung nach außen überschneidende, weiß-silberne Halbringe liegen. Diese Figur ähnelt der Überlieferung des Monogramms Herzog Carl Eugens mit zwei verschlungenen großen C.

## Politik
Schlichten hat einen Ortschaftsrat mit acht Mitgliedern, alle Ortschaftsräte gehören der Unabhängigen Liste Schlichten an. Ortsvorsteher ist Felix Auwärter.

## Einrichtungen

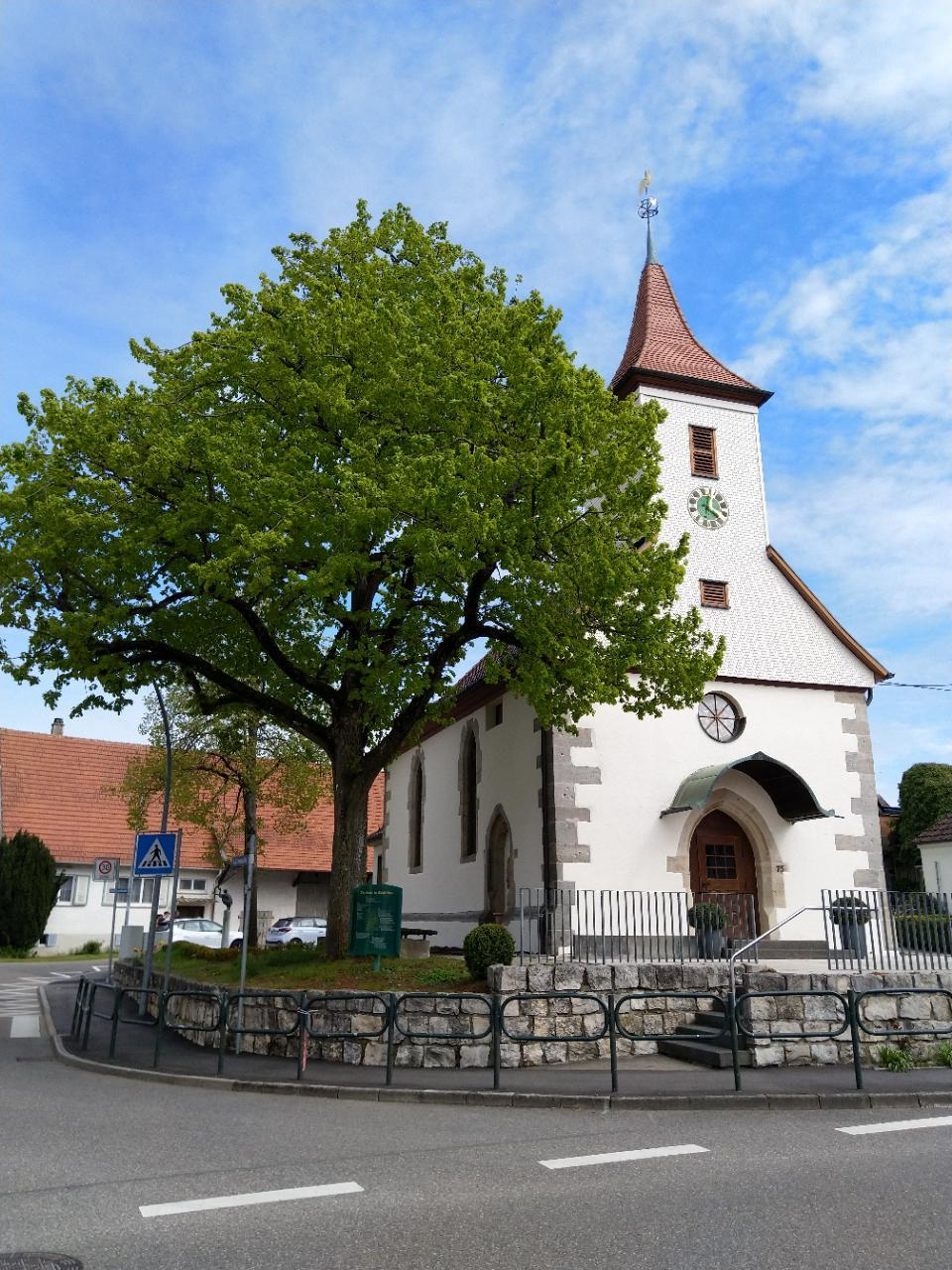
Dorfkirche Schlichten mit Dorflinde

In Schlichten gibt es einen Kindergarten, ein Allwetter-Bad, eine Halle, eine evangelische Kirche, ein Bürgerzentrum mit Verwaltungsstelle, einen Spiel-, Bolz- und Grillplatz sowie einen 2015 in Genossenschaftsform eröffneten Dorfladen mit Vollsortiment. Seit Dezember 2022 gibt es auch eine Boule- bzw. Boccia-Bahn in Schlichten, die sich direkt neben dem Spielplatz befindet.

## Verkehr
Schlichten liegt an der Landstraße 1151, die Schorndorf über Schlichten, Thomashardt und Lichtenwald mit Reichenbach an der Fils verbindet. Unweit des Stadtteils beginnt außerdem die Landesstraße 1152, die durch das Nassachtal nach Ebersbach an der Fils und Uhingen führt.
Die Buslinie 262 des Verkehrs- und Tarifverbundes Stuttgart verkehrt vom Bahnhof in Schorndorf über Schlichten nach Reichenbach bzw. Plochingen.

## Trivia
Der Überlieferung nach hat Kaiser Barbarossa auf dem Weg von seinen Stammburgen beim Hohenstaufen nach Beutelsbach regelmäßig in Schlichten in der Dorfkirche die Messe besucht und unter der Dorflinde Gericht gehalten. August Lämmle hat dies in seinem Gedicht "Die Linde in Schlichten" verarbeitet, welches auf einer Tafel unter der heutigen Dorflinde abgedruckt ist.